# 格雷維克 (佛羅里達州)
格雷維克（英語：Grayvik）是位於美國佛羅里達州門羅縣的一個非建制地區。該地的面積和人口皆未知。

## 地理
格雷維克的座標為25°19′01″N 80°17′13″W / 25.31694°N 80.28694°W，而該地的平均海拔高度為2米（即7英尺）。